# Агамурадов, Тачмурад Шамакович
Тачмурад Шамакович Агамурадов (туркм. Täçmyrat Şamakowiç Agamyradow; род. 18 августа 1952, Ашхабад) — туркменский футбольный тренер. Заслуженный тренер Туркменистана, лучший тренер Узбекистана 2004 года, вошёл в тройку лучших тренеров Азии 2004 года. Больших успехов достиг с ташкентским «Пахтакором».

## Карьера
Выпускник интерната спорткомитета Туркменистана. Позднее, в 1974 году — окончил отделение тренерского факультета физического воспитания Туркменского государственного университета. Первым тренерским опытом для Тачмурада стала работа в сельском спортивном обществе «Колхозчи». Следующие семь лет работал в различных детских и юношеских школ Ашхабадского района и города Ашхабад. В 1999 году поступил в Высшую школу тренеров по футболу Российской Федерации в Москве. Спустя год окончил её. В феврале 2000 года проходил стажировку на базе итальянского футбольного клуба «Милан».

## Достижения
Команда спортивного интерната спорткомитета Туркменистана
- Чемпион СССР среди спортинтернатов: 1991
- Обладателем Кубка «Переправа»

«Небитчи»
- Серебряный призёр чемпионата Туркменистана: 1992
- Бронзовый призёр чемпионата Туркменистана: 1993
- Финалист Кубка Туркменистана: 1992

«Ниса»
- Серебряный призёр чемпионата Туркменистана: 1994, 1995

«Копетдаг»
- Чемпион Туркменистана: 1997/98, 2000
- Обладатель Кубка Туркменистана: 1996, 1997, 2000
- Полуфиналист Кубка обладателей кубков Азии 1997/98

«Пахтакор»
- Чемпион Узбекистана: 2002, 2003, 2004, 2005
- Обладатель кубка Узбекистана: 2001/02, 2002/03, 2004
- Полуфиналист лиги чемпионов АФК: 2002/03, 2004

## Личная жизнь
Отец туркменского футболиста и тренера — Ахмеда Агамурадова и туркменского футболиста Азата Агамурадова.